# Mesopotam

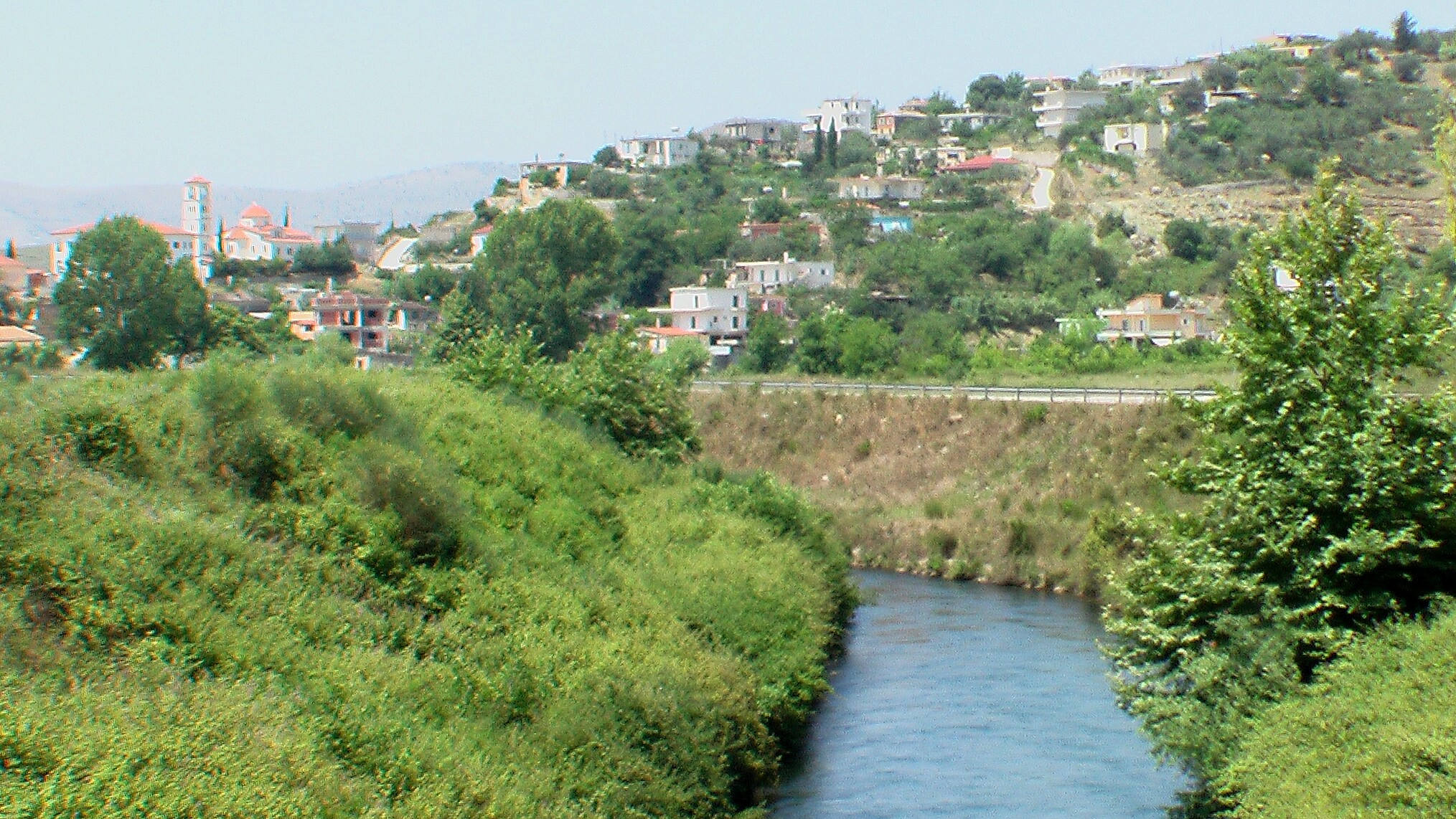

Mesopotam (grec. Μεσοπόταμος) – miejscowość w południowo-zachodniej części Albanii, w okręgu Delvina, obwodzie Wlora. 